# يوسف ريفلين

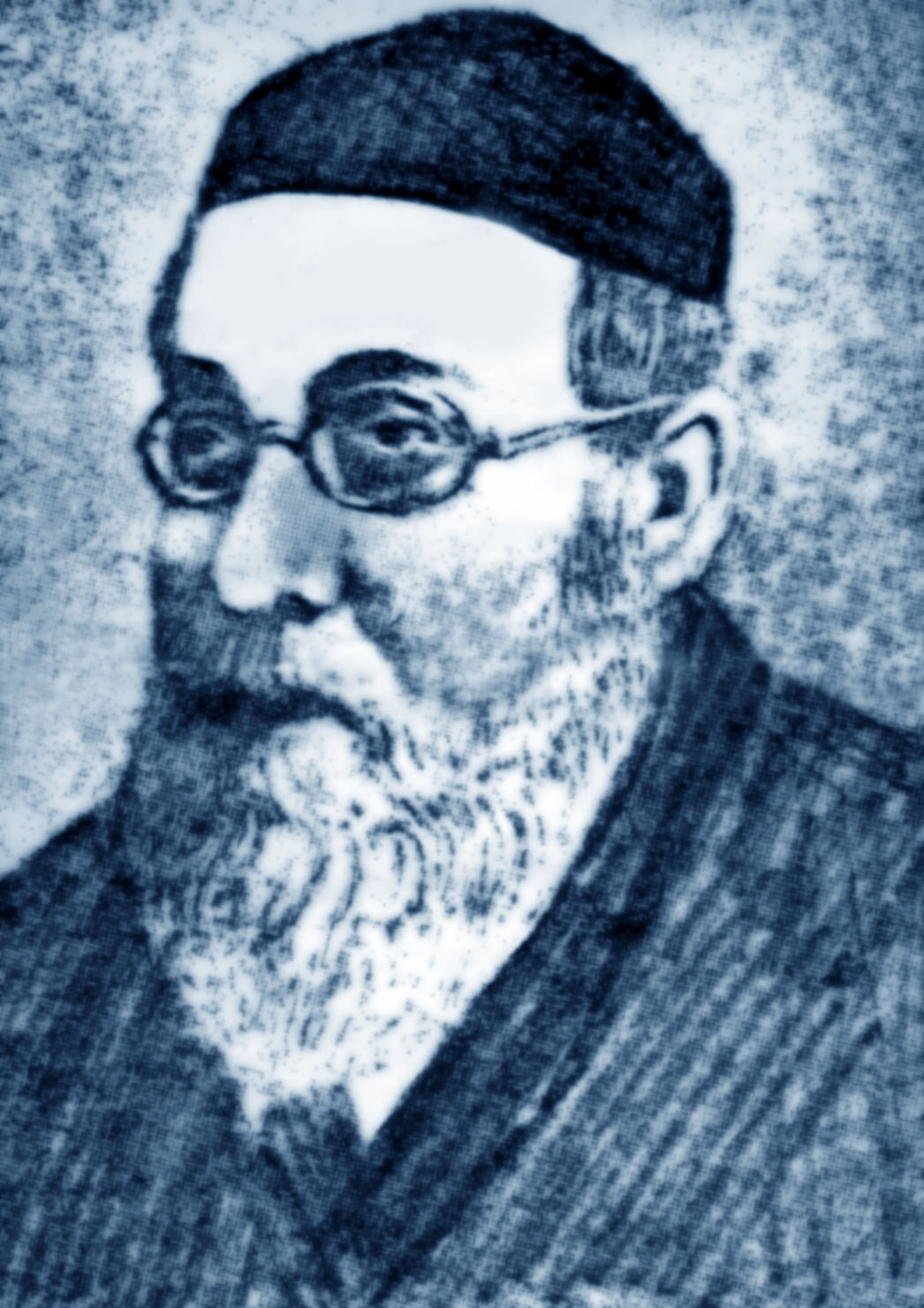
يوسف ريفيلين

يوسف ريفلين (יוסף ריבלין، 18 ديسمبر 1836 - 27 إيلول، 5 سبتمبر 1896) حاخام وكاتب وزعيم مجتمعي يهودي أرثوذكسي في ييشوف القديم في القدس في القرن التاسع عشر.
من أهم الشخصيات الاستيطان خارج أسوار القدس القديمة حيث قاد ريفلين إنشاء أول الأحياء اليهودية خارج أسوار المدينة القديمة. ساعد في تأسيس ما مجموعه 13 حيًا، بدءًا من نحلات شيفع وميا شعريم. أكسبته أنشطته لقب شتيتلماشر ("صانع المدينة"). أدار اللجنة المركزية للكنيست اليهودي وهو المجلس الأعلى للمجتمع الأشكناز في ييشوف القديم، لأكثر من 30 عامًا.

## سيرته
ولد في القدس لعائلة من البيروشيم القادمة من روسيا في القرن التاسع عشر، وهو ابن أبراهام بنيامين ريفلين وحفيد الحاخام موشيه ريفلين. درس في مدرسة عيتس حاييم الدينية. في عام 1855 تزوج من سارة تسيبا غولدشميت.
لسنوات عديدة ترأس ريفلين اللجنة العامة للكنيست اليهودي التي وحدت جميع الطوائف الأشكنازية في القدس (ولفترة من الوقت الطوائف السفاردية أيضًا).
في عام 1857، أسس ريفلين شركة بوني يروشالاييم (بناة القدس) بغرض بناء أحياء خارج أسوار المدينة القديمة. وقد جند الموقعين في الشركة من بين معارفه وأقاربه الأثرياء في شكلوف وموهيليف واللجان المؤيدة لإسرائيل في أمستردام ولندن، كما سافر إلى روسيا وأوروبا مع زملائه، يوئيل موشيه سالومون وميشال هكوهين، للترويج للخطة. جمعت المجموعة 800 روبل لشراء أرض لحي نحلات شيفع. كان ريفلين أيضًا فعالاً في تأمين إلغاء الحظر العثماني على البناء خارج أسوار المدينة القديمة، والذي صدر في عام 1844. أرسل حاخامات القدس ريفلين وليون إلى القسطنطينية مع الحاخام بنزيون ليون، وحصلوا على إلغاء الفرمان من سكرتير السلطان، والذي دخل حيز التنفيذ في عام 1862.
في عام 1869، أسس ريفلين وستة شركاء الحي اليهودي نحلات شيفعا. كان ريفلين أول من بنى منزلًا وعاش فيه ليلًا لإثبات أن المستوطنة قابلة للحياة. لقد حمى نفسه من المهاجمين من خلال بناء سور مرتفع حول منزله ودفع أجر جندي تركي، وفي وقت لاحق، حارس عربي، لمراقبته. أصر على بقاء زوجته في المدينة القديمة، بينما سكن يهودي آخر معه. حتى انتقل المزيد من أصحاب المنازل بعد عامين ونصف، عاد إلى زوجته فقط في يوم السبت. في عام 1872 كان الحي مأهولًا بالسكان بدرجة كافية لدرجة أن ريفلين أحضر زوجته للعيش معه.
في عام 1873 كان أحد مؤسسي ميا شعريم وصاغ اسمها. كانت طريقة عمله هي شراء منزل في كل حي جديد ساعد في إنشائه، والعيش فيه لفترة، ثم الانتقال إلى منزل جديد في الحي التالي الذي يأسسه. في كل حي أشرف على شراء وبناء المنازل وساعد مشتري المنازل في الحصول على القروض. كما ساعد في إنشاء مؤسسات مجتمعية وتحدث في الكنيس المحلي. ألهمت إحدى خطبه رجلًا خيريًا ثريًا يُدعى دفيد رايس للتعهد بتأسيس حي آخر هو بيت دفيد في عام 1873.
يعود الفضل إلى ريفلين في إنشاء 13 حيًا يهوديًا في غرب وشمال غرب القدس: نحلات شيفع، ميا شعريم، وإيفين يسرائيل، وبيت يعقوب، ومشكينوت يسرائيل، ومزكيرت موشيه، وأوهيل موشيه، وكنيست يسرائيل، زخرون طوفيا، وشفيت أحيم، وشعاري تسيديك، وإزرات يسرائيل، ويمين موشيه. كما ساعد في تسمية هذه الأحياء بناءً على تلميحات دينية